# Mike McDaniel
Michael "Mike" Lee McDaniel (Aurora, 6 de março de 1983) é um técnico profissional de futebol americano que é o técnico principal do Miami Dolphins da National Football League (NFL).
Ex-assistente de longa data e descendente da árvore de treinadores de Mike Shanahan, McDaniel começou sua carreira de treinador da NFL no Denver Broncos em 2005. McDaniel atuou como assistente técnico do Houston Texans, Washington Redskins, Cleveland Browns, Atlanta Falcons e San Francisco 49ers de 2017 a 2021, ocupando seu primeiro cargo de coordenador ofensivo em 2021. McDaniel apareceu no Super Bowl LI com os Falcons em 2017 e no Super Bowl LIV com os 49ers em 2020 como assistente técnico de Kyle Shanahan.
McDaniel passou cinco temporadas com os 49ers, principalmente como coordenador do jogo corrido. Sua gestão concluiu com sua segunda aparição no NFC Championship Game em três temporadas; McDaniel atuou como coordenador ofensivo na temporada antes de sair para se tornar o técnico principal dos Dolphins.

## Início da vida
McDaniel nasceu em Aurora, Colorado, em 1983. Ele se formou na Smoky Hill High School em 2001. Ele jogou futebol americano universitário como wide receiver em Yale, onde se formou em história.

## Carreira de treinador

### Denver Broncos
McDaniel foi contratado em 2005 aos 22 anos pelo Denver Broncos como estagiário de treinador sob o comando do técnico Mike Shanahan.
Os Broncos terminou a temporada de 2005 com um recorde de 13–3. Na pós-temporada, eles derrotaram o atual campeão consecutivo do Super Bowl, New England Patriots, por 27–13 na Rodada Divisional antes de perder para o eventual campeão do Super Bowl, Pittsburgh Steelers, por 34–17 no AFC Championship Game.

### Houston Texans
Em 2006, McDaniel foi contratado pelo Houston Texans como assistente ofensivo sob o comando do técnico Gary Kubiak, com quem McDaniel trabalhou no Denver Broncos uma temporada antes.
Durante sua gestão em Houston, McDaniel auxiliou três coordenadores ofensivos diferentes e futuros técnicos principais: Troy Calhoun, Mike Sherman e Kyle Shanahan.

### California Redwoods / Sacramento Mountain Lions
Em 2009, McDaniel foi contratado pelo California Redwoods, um time da extinta United Football League como treinador de running backs sob o comando do ex-técnico do Minnesota Vikings e Arizona Cardinals, Dennis Green.
No segundo ano de McDaniel, o time se mudou para Sacramento e foi renomeado para Sacramento Mountain Lions.

### Washington Redskins
Em 2011, McDaniel foi contratado pelo Washington Redskins como assistente ofensivo, reunindo-se com o técnico principal do Redskins, Mike Shanahan, que foi o mentor de McDaniel seis temporadas antes no Denver Broncos. Foi lá que McDaniel trabalhou ao lado de outros três futuros técnicos principais: Kyle Shanahan, Sean McVay e Matt LaFleur. 
Em 2013, McDaniel foi promovido a técnico de wide receivers após a saída de Ike Hilliard, que saiu para se juntar ao Buffalo Bills na mesma posição. McDaniel não seria mantido pelo novo técnico Jay Gruden.

### Cleveland Browns
McDaniel foi contratado em 2014 pelo Cleveland Browns como seu técnico de wide receivers pelo novo técnico Mike Pettine.

### Atlanta Falcons
McDaniel foi contratado pelo Atlanta Falcons como assistente técnico ofensivo sob o comando do novo técnico Dan Quinn em 2015.

### San Francisco 49ers
Em 2017, McDaniel foi contratado pelo San Francisco 49ers como coordenador de jogo corrido sob o comando de seu antigo associado e novo técnico, Kyle Shanahan, com quem trabalhou por um total de nove temporadas nos Texans, Redskins, Browns e Falcons.
Durante a temporada de 2019, McDaniel e os Niners apareceram no Super Bowl LIV, onde perderam para o Kansas City Chiefs por 31–20. Em 18 de janeiro de 2021, McDaniel foi promovido a coordenador ofensivo, após a saída de Mike LaFleur, que saiu para se tornar o coordenador ofensivo do New York Jets.

### Miami Dolphins

#### Temporada de 2022
O Miami Dolphins contratou McDaniel como seu décimo quarto treinador principal em 6 de fevereiro de 2022. Em 11 de setembro de 2022, McDaniel fez sua estreia como treinador principal na temporada regular contra o New England Patriots e levou os Dolphins a uma vitória por 20–7, marcando a primeira vitória de McDaniel como treinador principal. McDaniel se tornou o primeiro treinador principal dos Dolphins desde Nick Saban em 2005 a vencer seu primeiro jogo como treinador principal de Miami, e o primeiro na história da franquia a vencer uma abertura de temporada como treinador principal novato. McDaniel também ajudou o Dolphins a derrotar o Buffalo Bills pela primeira vez desde a temporada de 2018.
McDaniel levou os Dolphins a um recorde de 9–8, dando a Miami sua primeira vaga nos playoffs desde 2016. O Dolphins caiu para os Bills por 34–31, apesar de uma recuperação tardia no quarto período do Wild Card.

#### Temporada de 2023
McDaniel liderou os Dolphins para uma vitória histórica de 70–20 sobre o Denver Broncos na Semana 3 da temporada de 2023, a primeira vez que um time marcou 70 ou mais pontos na era do Super Bowl. O time registrou um recorde da NFL de 726 jardas ofensivas, o primeiro a registrar 700 ou mais jardas desde 1951. Ele liderou o time para um recorde de 11–6 na temporada de 2023. O time perdeu para o Kansas City Chiefs por 26–7 no Wild Card.

## Vida pessoal
McDaniel é birracial. Sua mãe é branca e seu pai é negro. O relacionamento de McDaniel com a NFL começou quando, quando criança, buscando autógrafos no campo de treinamento do Denver Broncos na Universidade do Norte do Colorado, ele perdeu seu boné do Charlotte Hornets. Depois que Gary McCune, funcionário dos Broncos, comprou um substituto para ele, McCune conheceu e se casou com a mãe de McDaniel.
McDaniel e sua esposa Katie têm uma filha.

## Recorde como treinador
| Time  | Ano   | Temporada regular | Temporada regular | Temporada regular | Temporada regular | Temporada regular | Pós-Temporada | Pós-Temporada | Pós-Temporada | Pós-Temporada                                 |
| Time  | Ano   | V                 | D                 | E                 | %                 | Classificação     | V             | D             | %             | Resultado Final                               |
| ----- | ----- | ----------------- | ----------------- | ----------------- | ----------------- | ----------------- | ------------- | ------------- | ------------- | --------------------------------------------- |
| MIA   | 2022  | 9                 | 8                 | 0                 | .529              | 2nd na AFC East   | 0             | 1             | .000          | Perdeu para o Buffalo Bills no Wild Card      |
| MIA   | 2023  | 11                | 6                 | 0                 | .647              | 2nd na AFC East   | 0             | 1             | .000          | Perdeu para o Kansas City Chiefs no Wild Card |
| Total | Total | 20                | 14                | 0                 | .588              |                   | 0             | 2             | .000          |                                               |